# Dichagyris hispanicola
Dichagyris hispanicola là một loài bướm đêm trong họ Noctuidae.